# Mike MacDowel
Michael George Hartwell „Mike“ MacDowel (* 13. September 1932 in Great Yarmouth; † 18. Januar 2016) war ein britischer Automobilrennfahrer.

## Karriere
MacDowel war Amateur-Rennfahrer, der seine ersten Rennen auf den kleinen Lotus-Sportwagen bestritt. 1955 feierte er zehn Siege bei nationalen Rennen. 1956 wurde er Werksfahrer bei Cooper und fuhr deren Sportwagen.
1957 hatte er seinen einzigen Auftritt in der Automobil-Weltmeisterschaft. Beim Großen Preis von Frankreich in Reims ging er mit einem Werks-Cooper T43 an den Start. Etwa zur Hälfte des Rennens musste er den Wagen an seinen bereits ausgeschiedenen Teamkollegen Jack Brabham abgeben, der damit Siebter wurde. Ende des Jahres wurde er Zweiter beim Prix de Paris in Montlhéry.
Nach vielen Jahren der Abwesenheit kehrte MacDowel 1968 in den Motorsport zurück und gewann 1973 und 1974 die britische Bergmeisterschaft. Noch als 60-Jähriger fuhr MacDowel Bergrennen und startete bis kurz vor seinem Tod bei Veranstaltungen für historische Rennfahrzeuge.

## Statistik in der Automobil-Weltmeisterschaft

### Gesamtübersicht
| Saison | Team               | Chassis    | Motor         | Rennen | Siege | Zweiter | Dritter | Poles | schn. Rennrunden | Punkte | WM-Pos. |
| ------ | ------------------ | ---------- | ------------- | ------ | ----- | ------- | ------- | ----- | ---------------- | ------ | ------- |
| 1957   | Cooper Car Company | Cooper T43 | Climax 2.0 L4 | 1      | –     | –       | –       | –     | –                | –      | NC      |
| Gesamt | Gesamt             | Gesamt     | Gesamt        | 1      | –     | –       | –       | –     | –                | –      |         |

### Einzelergebnisse
| Saison | 1 | 2 | 3 | 4 | 5 | 6 | 7 | 8 |
| ------ | - | - | - | - | - | - | - | - |
| 1957   |   |   |   |   |   |   |   |   |
|        |   |   | 7 |   |   |   |   |   |

| Legende  | Legende            | Legende                                                          |
| Farbe    | Abkürzung          | Bedeutung                                                        |
| -------- | ------------------ | ---------------------------------------------------------------- |
| Gold     | –                  | Sieg                                                             |
| Silber   | –                  | 2. Platz                                                         |
| Bronze   | –                  | 3. Platz                                                         |
| Grün     | –                  | Platzierung in den Punkten                                       |
| Blau     | –                  | Klassifiziert außerhalb der Punkteränge                          |
| Violett  | DNF                | Rennen nicht beendet (did not finish)                            |
| Violett  | NC                 | nicht klassifiziert (not classified)                             |
| Rot      | DNQ                | nicht qualifiziert (did not qualify)                             |
| Rot      | DNPQ               | in Vorqualifikation gescheitert (did not pre-qualify)            |
| Schwarz  | DSQ                | disqualifiziert (disqualified)                                   |
| Weiß     | DNS                | nicht am Start (did not start)                                   |
| Weiß     | WD                 | zurückgezogen (withdrawn)                                        |
| Hellblau | PO                 | nur am Training teilgenommen (practiced only)                    |
| Hellblau | TD                 | Freitags-Testfahrer (test driver)                                |
| ohne     | DNP                | nicht am Training teilgenommen (did not practice)                |
| ohne     | INJ                | verletzt oder krank (injured)                                    |
| ohne     | EX                 | ausgeschlossen (excluded)                                        |
| ohne     | DNA                | nicht erschienen (did not arrive)                                |
| ohne     | C                  | Rennen abgesagt (cancelled)                                      |
| ohne     | keine WM-Teilnahme |                                                                  |
| sonstige | P/fett             | Pole-Position                                                    |
| sonstige | 1/2/3/4/5/6/7/8    | Punktplatzierung im Sprint-/Qualifikationsrennen                 |
| sonstige | SR/kursiv          | Schnellste Rennrunde                                             |
| sonstige | *                  | nicht im Ziel, aufgrund der zurückgelegten Distanz aber gewertet |
| sonstige | ()                 | Streichresultate                                                 |
| sonstige | unterstrichen      | Führender in der Gesamtwertung                                   |

### Einzelergebnisse in der Sportwagen-Weltmeisterschaft
| Saison | Team   | Rennwagen  | 1   | 2   | 3   | 4   | 5   | 6   |
| ------ | ------ | ---------- | --- | --- | --- | --- | --- | --- |
| 1955   | Cooper | Cooper T39 | BUA | SEB | MIM | LEM | RTT | TAR |
| 1955   | Cooper | Cooper T39 |     | 10  |     |     |     |     |